# 집 없는 소녀

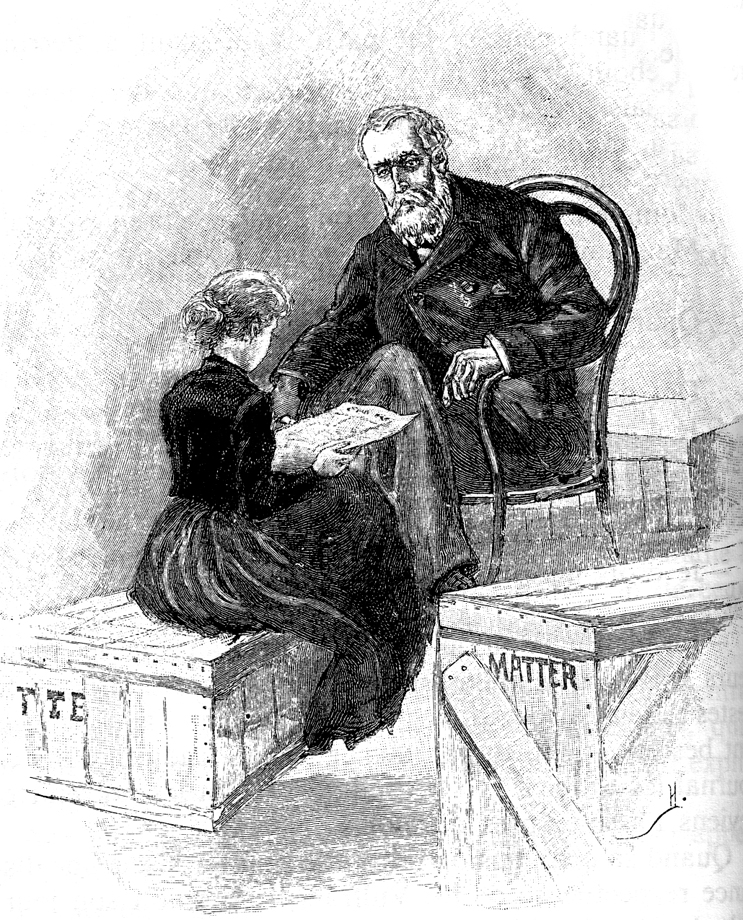

집 없는 소녀는 엑토르 말로의 소설이다.

## 줄거리
이 이야기는 13세의 페린느를 따른다. 그녀는 당나귀 팔리카르(그리스어로 건장한 남자라는 뜻)가 끄는 마차를 타고 아픈 어머니 마리와 함께 파리에 도착한다. 인도에서부터 프랑스로 오는 도중 페린느는 아버지를 여읜다. 그녀는 어머니가 병으로 드러누운 구일로에 머무른다. 페린느는 의약품을 구입할 수 있을만큼 충분한 돈을 얻기 위해 팔리카르를 라 로크리(남장여자인 고물상)에게 판매한다. 모든 보살핌에도 불구하고, 페린느의 어머니는 죽고, 페린느는 고아가 된다. 페린느는 마로쿠르에 있는 그녀의 친할아버지를 찾아 나선다. 그녀는 불프란 의 섬유공장을 보여준 로살리와 친구가 되고 할머니에게 약간의 돈을 지불한다. 페린느는 마로쿠르에서 그녀의 본명을 숨긴 채, 작품의 결말까지 가명 오렐리로 생활한다. 페린느는 벤디트 씨를 제외하고는 영어를 할줄 아는 소수의 사람이기 때문에, 결국 곧 자신과 함께 머물게 되는 불프란 씨에게 다가간다. 불프란은 페린느를 사랑하는 법을 배웠고 결국 페린느가 그의 손녀라는 것을 알게 되었다.